# Jurij Aleksaszin
Jurij Wasiliewicz Aleksaszin (ros. Юрий Васильевич Алексашин, ur. 29 października 1941 w Nikołajewsku nad Amurem) – radziecki lekkoatleta, długodystansowiec.
Zdobył brązowy medal w biegu na 3000 metrów na halowych mistrzostwach Europy w 1971 w Sofii (wyprzedzili go Peter Stewart ze Związku Radzieckiego i Wilfried Scholz z Niemieckiej Republiki Demokratycznej). Na kolejnych halowych mistrzostwach Europy w 1972 w Grenoble wywalczył srebrny medal w tej konkurencji, przegrywając jedynie ze swym kolegą z reprezentacji ZSRR Jurisem Grustiņšem.
Był mistrzem ZSRR w biegu na 5000 metrów w 1973, a w hali mistrzem ZSRR w biegu na 3000 metrów w 1971.
Rekord życiowy Aleksaszina w biegu na 5000 metrów wynosił 13,34,2 (ustanowiony 19 lipca 1971 w Moskwie).